# صناعة تعبئة اللحوم

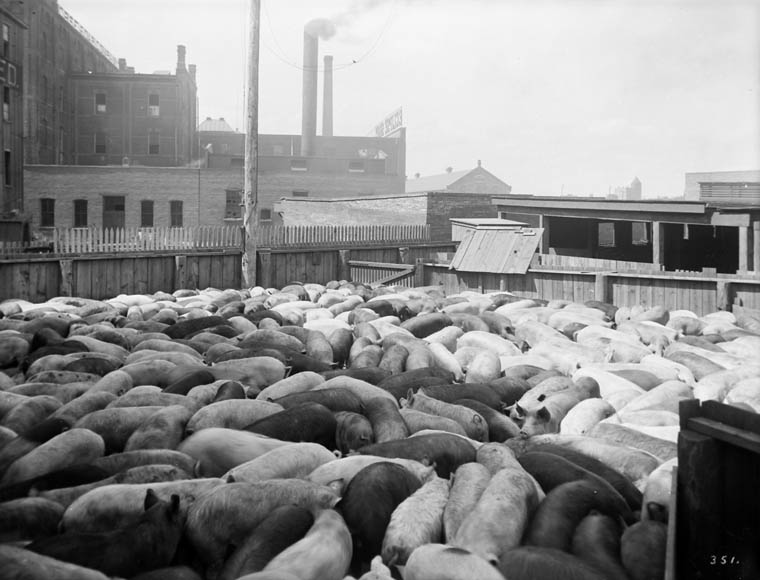
مرافق شركة وليام دافيس في تورونتو، كندا، حوالي عام 1920. ثم أصبح هذا المرفق ثاني أكبر مصنع لتعبئة لحوم الخنازير في أمريكا الشمالية.

تتعامل صناعة تعبئة اللحوم مع ذبح الحيوانات و تجهيزها وتعبئتها وتوزيعها مثل البقر والخنازير والخروف وغيرها من المواشي. لا تتضمن تلك الصناعة الدواجن. يركز هذا الجزء الأكبر من صناعة اللحوم بأكملها بشكل أساسي على إنتاج اللحوم للاستهلاك البشري، ولكنه يخضع أيضًا لمجموعة متنوعة من المنتجات الثانوية متضمنة الجلود والريش والدم المجفف، ومن خلال عملية تحويل الدهون مثل الشحم الحيواني والبروتين، ووجبات الطعام مثل اللحوم ووجبة العظام.
في الولايات المتحدة وبلدان آخري، يطلق على منشأة حيث يتم تعبئة اللحم، مسلخ، مركز تعبئة اللحوم، أو مصنع تعبئة اللحوم. في نيوزيلندا، يطلق على مكان تصدير معظم المنتجات، تجميد منتجات اللحوم. المذبح هو المكان الذي يتم فيه ذبح الحيوانات من أجل الطعام.
نمت صناعة تعبئة اللحوم مع بناء السكك الحديدية وطرق التبريد لحفظ اللحوم. تمكنت السكك الحديدية من نقل المخزون إلى النقاط المركزية للمعالجة، ونقل المنتجات.

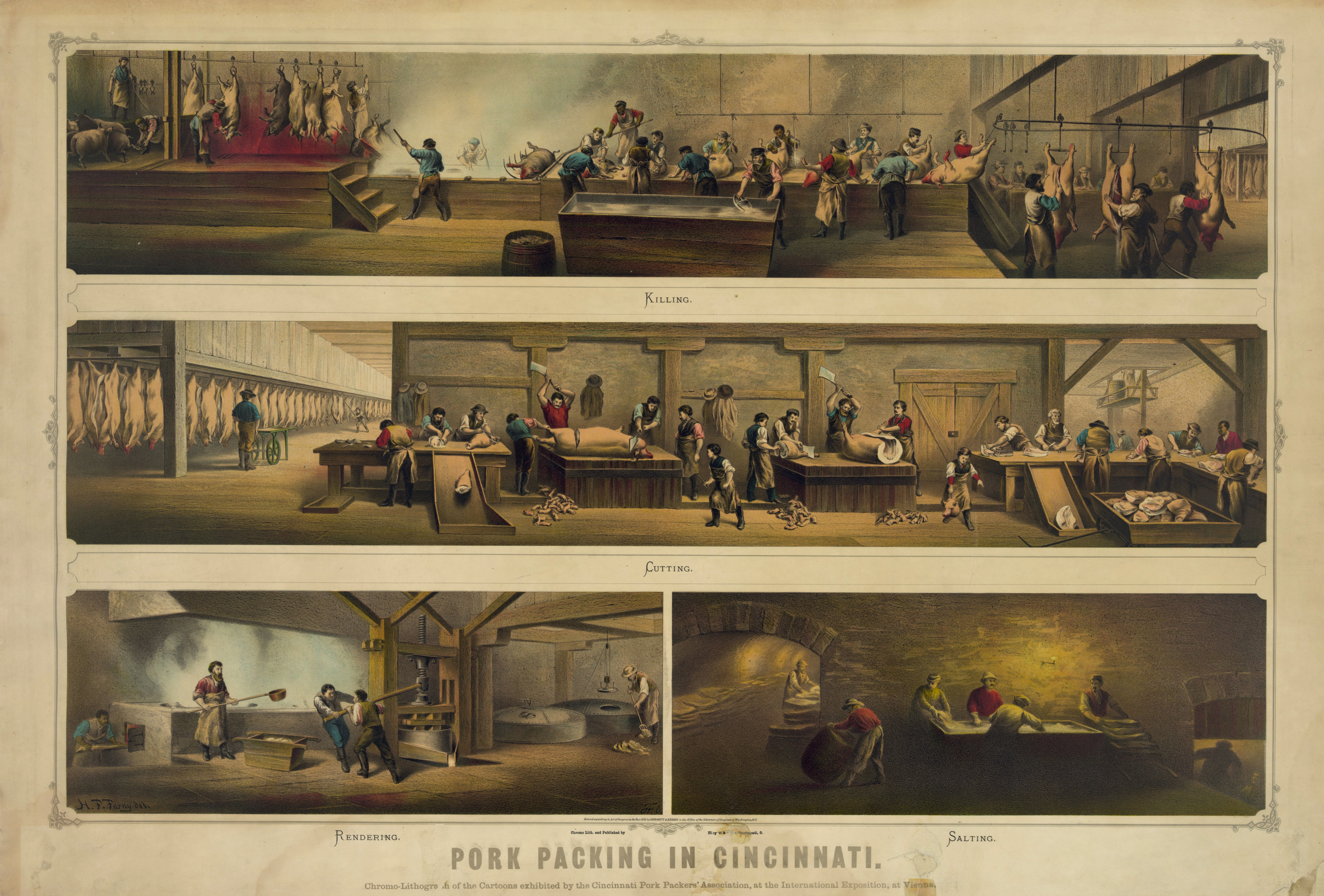
تعبئة لحم الخنزير في سينسيناتي، 1873